# 6165 Frolova
6165 Frolova este un asteroid din centura principală de asteroizi.

## Descriere
6165 Frolova este un asteroid din centura principală de asteroizi. A fost descoperit pe 8 august 1978 la Observatorul de Astrofizică din Crimeea de Nikolai Cernîh. El prezintă o orbită caracterizată de o semiaxă mare de 2,36 ua, o excentricitate de 0,12 și o înclinație de 6,2° în raport cu ecliptica.